# 180 mm морско оръдие Б-1-П
180 mm морско оръдие Б-1-П е съветско корабно оръдие с калибър 180 mm. Оръдието е разработени на базата на 180 mm оръдие Б-1-К. С оръдията Б-1-П, в триоръдейните куполни установки МК-3-180, са въоръжени леките крайцери от проектите 26 и 26-бис.
Със 180-мм оръдия Б-1-П също така са снабдени двуоръдейните брегови куполни установки МБ-2-180, еднооръдейните брегови щитови установки МО-1-180 и железопътните установки ТМ-1-180. Освен това, даденото оръдие с променена люлееща се част се използва и в еднооръдейните щитови установки МУ-1.

## Разработка на оръдията Б-1-П
Изпитанията и особено реалната експлоатация на оръдията Б-1-К на лекия крайцер „Красний Кавказ“ показват значителен брой недостатъци както на самото оръдие, така и на оръдейната установка МК-1-180. Клиновидният затвор на това оръдие работи ненадеждно и дава нередки откази на полуавтоматиката, няма пълна обтурация и през заключения затвор пробиват барутни газове. Главният недостатък на оръдието става неговата изключително ниска живучест. Макар разработчиците да планират живучест на ствола от 200 изстрела, реално тя съставлява 55 изстрела с бойни заряди и едва 30 изстрела с усилени-бойни. Фактически това означава, че балистиката на оръдията съществено се изменя даже в процеса на една стрелба. С оглед на скрепената конструкция на стволовете това означава да се провежда регулярна, технически сложна и скъпа замяна на стволовете.
Сериозна критика предизвикват и куполните установки МК-1-180. Независимо от това, че в тях има само едно оръдие, те се оказват не само слабозащитени, но и тесни. При това в тях няма никакви прибори за управление на огъня и воденето на огън самостоятелно е възможно само при стрелба с право мерене. Ненадежни се оказват и механизмите за подаване и зареждане. При това се съхраняват голям брой ръчни операции, в резултат на което, проектната скорострелност от 6 изстрела в минута е достигана само на учения, а практическата скорострелност съставлява 4 изстрела в минута, и реалната продължителна скорострелност не превишава два изстрела в минута. Освен това, самото използване на еднооръдейни кули през 1930-те години е вече явен анахронизъм и негативно влияе на бойния потенциал на крайцера. В предвоенния период командването на ВМФ разглежда „Красний Кавказ“ като небоеспособен кораб по причина износване на стволовете.
Б-1-П е проектирана в завод „Болшевик“, а основните разлики спрямо Б-1-К са буталния затвор и картузното зареждане. Производството е започнато от „Болшевик“ през 1932 г., но към 1 янвуари 1933 г. е прието само едно оръдие. В периода 1930 – 1931 г. за първите Б-1-П вътрешните тръби, скрепяващите слоеве, кожусите и казенника се правят от легирана стомана (с примеси на никел и молибден). Но при първоначално зададено в проекта налягане от 4000 kg/cm към началото на изпитанията то е снижено до 3200 kg/cm. За такова налягане се оказва достатъчно да се правят от легирана стомана само вътрешната тръба, което и завода „Большевик“ реализира.
Първоначално всички стволове за Б-1 се правят скрепени, но през юни 1932 г., за получаване на техническа помощ при производството на лайнери, е сключен договор с италианската фирма „Ансалдо“. Съгласно договора „Ансалдо“ произвежда и монтира в „Болшевик“ автофретажна установка за производство на лайнери калибър 76 – 203 mm. През 1933 г. там започва производството на първата вкладна цев. През юни 1934 г. то завършва и лайнера е изпратен в НИАП. След неговите изпитания е решено производството на всички 180 mm оръдия Б-1-П вече да е с лайнери. Но болшинството произведени към 1935 г. установки са вече със скрепени стволове, а от лайнираните оръдия нито едно така и не е предадено (само едно е протстреляно).
С постановление на СТО от 13 март 1936 г. на завода „Болшевик“ е дадено заданието да изготви четири 180 mm лайнера с различна извивка на нарезката и с различни камери (те са предадени през юли 1936 г.). Според резултатите от техните изпитания е приет лайнера на НИИ-13 с дълбочина на нарезката 3,6 mm. Далечината на стрелба при него се намалява само с 4% по сравление с лайнера със ситна нарезка. Снарядите за лайнерите със ситна и дълбока нарезка не са взаимозаменяеми. Производството на оръдия с лайнера с дълбоката нарезка от 3,6 mm започва не по-рано от 1938 г.

## Установката МБ-2-180
Предварителното задание за проектиране на 180-мм двуоръдрйна куполна установка е получено в ЛМЗ от ТУ УВМС с №24/2418 от 16.05.1931 г. Установката трябва да се проектира за 180-мм оръдие с клинов затвор.
В КБ на ЛМЗ е разработен проект на установката, който е изпратен на 24.11.1931 г. в ТУ на УВМС (1-ви вариант на проекта). Първият вариант на проекта е разгледан от НТК на УВМС през 8 – 9 декември 1931 г. и е приет като основа за последваща разработка, с оглед внесените от НТК изменения.
На 2.11.1932 г. ЛМЗ изпраща в АНИ – МИ трети вариант на проекта, който и е приет за основата за съставяне на работните чертежи.
Окончателният вариант предвижда установка със 180/57-мм оръдия Б1-П със затвор тип „Викерс“. Затворът е двутактов, бутален, с отваряне на рамката на затвора нагоре.
Първите екземпляри на стволовете от Б-1-П за МБ-2-180 са произведени скрепени, впоследствие започват да се използват вкладните стволове със ситна нарезка, а след това с дълбоката нарезка.
Проектирането на куполните установки се ръководи от А. А. Флоренский и Н. В. Богданов.
Заводските изпитания на първата куполна установка са завършени на 31.12.1935 г. (дата на подписвае на протокола).
Първите МБ-2-180 са поставени на батарея № 11 на остров Килдин. От 17.11. до 27.11.1936 г. комисията приема двете кули, независимо от трудностите на работата на дотикващите устройства. Впоследствие досилателя е заменен с верижен прибойник.
Към началото на Великата Отечествена война на въоръжение влизат 16 куполни установки МБ-2-180. От тях на БФ – 6, на ТОФ – 2, на СФ – 8, на ЧФ няма такива. Освен това, към 22.06.1941 г. шест кули МБ2-180 се намират на съхранение, тъй като строителството на батареите изотстава от производството на установките.
С началото на войната две установки МБ-2-180 са въведени в строй в Прибалтика. Освен това, 4 установки МБ-2-180 в хода на войната са въведени в строй на Тихия океан.
Освен това, на 25.09.1946 г., на нос Фиолент (близо до Севастопол) започва строителството на двукуполна батарея МБ-2-180. На 17.11.1951 г. тази батарея е реорганизирана в 330-ти отделен артилерийски куполен дивизион. През 1996 г. този дивизион е предаден на Украйна.
Към 1.01.1984 г. на батареите остават 12 кули МБ-2-180. От тях 4 на СФ, 2 на ЧФ и 6 на ТОФ.